# ممنعه بنت عمرو
ممنعه بنت عمرو (به عربی: ممنعة بنت عمرو) همسر عبدالمطلب بود.
او از قبیله خزاعه در مکه بود. پدرش عمرو بن مالک بن معمل بن سوید بن اسعد بن مشنو بن عبد بن حبتار بن عدی بن سلول بن کعب بن عمرو بود.: 100 
شوهر اولش عوف بن عبدالعوف از طایفه بنی‌زهره قریش بود. پسرشان عبدالرحمن بن عوف بود.: 101 
بعدها با عبدالمطلب ازدواج کرد. پسر او از این ازدواج مصعب بن عبدالمطلب بود که به دلیل سخاوتش به الغیداق نیز معروف بود. اما مصعب توسط ابن هشام ذکر نشده است. وی تصریح می‌کند که حاج بن عبدالمطلب، پسر عبدالمطلب و هاله بنت وهیب، معروف به الغیداق بود.